# HK MWD Balaschicha
Der HK MWD Balaschicha (russisch ХК МВД Балашиха) war ein russischer Eishockeyklub, der von 2004 bis 2010 bestand. Er spielte bis 2010 in der Kontinentalen Hockey-Liga. Die Vereinsfarben waren blau, weiß und rot. Er gehörte dem russischen Innenministerium (russisch Министерство внутренних дел Российской Федерации/Ministerstwo wnutrennich del Rossijskoi Federazii) von dessen offiziellem Kürzel МВД/MWD sich der Vereinsname ableitet.
Bis 2006 trug der Klub seine Heimspiele im Eispalast Witjas in Podolsk aus, bevor der Verein in die Balaschicha Arena umzog.

## Geschichte
2004 entschied das russische Innenministerium, einen eigenen Eishockeyclub zu finanzieren und gründete den HK MWD Twer auf Basis des THK Twer. 2007 wurde der Clubname in HK MWD Balaschicha geändert, nachdem das Team von Twer nach Balaschicha umgezogen war. 2005 gelang durch den Gewinn des Meistertitels in der Wysschaja Liga der Aufstieg in die Superliga, in der in der Premierensaison gleich die Qualifikation für die Playoffs gelang. Hier unterlag die Mannschaft in einer hart umkämpften Serie Ak Bars Kasan.
Während Balaschicha in der KHL-Premierensaison lediglich den 18. Platz erreichte und sich somit nicht für die Playoffs qualifizieren konnte, schaffte die Mannschaft im darauffolgenden Jahr den zweiten Platz hinter SKA Sankt Petersburg. Aufgrund von Sparmaßnahmen des Innenministeriums fusionierte der HK MWD 2010 mit dem finanziell angeschlagenen HK Dynamo Moskau zum OHK Dynamo.

## Trainer des HK MWD
- Wiktor Wachruschew (2004)
- Gennadi Zygurow (Nov. 2004 – Mai 2005)
- Sergei Kotow (Juni 2005 – Dez. 2005)
- Waleri Panin (Dez. 2005 – März 2006)
- Nikolai Solowjow (2006/07)
- Andrei Chomutow (2007/08)
- Oļegs Znaroks (2008–2010)

## KHL Statistik
| Saison  | Spiele | S  | S n. V. | S n. P. | N n. V. | N n. P. | N  | T   | GT  | Punkte | Platz     | Play-offs |
| ------- | ------ | -- | ------- | ------- | ------- | ------- | -- | --- | --- | ------ | --------- | --- |
| 2008/09 | 56     | 20 | 2       | 4       | 0       | 1       | 29 | 142 | 159 | 73     | 18. Platz | nicht qualifiziert |
| 2009/10 | 56     | 30 | 1       | 0       | 6       | 4       | 15 | 160 | 135 | 102    | 4. Platz  | HK ZSKA Moskau 3-0 (Achtelfinale) Dinamo Riga 4-1 (Viertelfinale) Lokomotive Jaroslawl 4-3 (Halbfinale) Ak Bars Kasan 4-3 (Finale) |